# Johann Nepomuk David
 (janvier 2022).
Pour les articles homonymes, voir David.
Johann Nepomuk David (Eferding, Haute-Autriche, 30 novembre 1895, Stuttgart, 22 décembre 1977) est un compositeur autrichien. David a composé de nombreuses œuvres pour chœur, orgue et orchestre. Il a été le professeur de nombreux compositeurs et interprètes connus, dont Hans Stadlmair, Helmut Lachenmann, Ruth Zechlin et Hans Georg Bertram.

## Biographie
Johann Nepomuk David a été petit chanteur de 1906 à 1909 à l'Abbaye de Saint-Florian et de 1909 à 1912 étudiant du Stiftsgymnasium Kremsmünster. De 1912 à 1915, il a étudié au collège (catholique) de formation des enseignants à Linz. De 1915 à 1920, il a été professeur d'école primaire à Peterskirchen (District de Ried im Innkreis), de 1920 à 1924 professeur d'école élémentaire à Waizenkirchen.
Il a étudié de 1921 à 1922 à l'Académie de musique et à l'Université de Vienne avec Joseph Marx et Guido Adler et a eu des contacts personnels avec Josef Matthias Hauer et Arnold Schoenberg. De 1922 à 1924, il a été directeur musical de "Kunststelle" à Linz. De janvier 1925 à l'automne 1934, il a été professeur à l'école élémentaire catholique. De 1926 à 1934 il a dirigé le Chœur Bach qu'il avait fondé. De 1930 à 1934, il a été organiste à l'église évangélique de Wels. De novembre 1934 à janvier 1945, il a été professeur de théorie musicale et de composition, ainsi que directeur de chorales au Conservatoire de Leipzig (depuis 1941 Académie de Musique). En 1942, il a été nommé directeur par intérim de cet institut.
David, éloigné de tout parti, a composé à l'époque du nazisme presque uniquement de la musique absolue (musique de chambre, symphonies, œuvres orchestrales) ou de la musique sacrée (de la musique d'orgue, motets).
Le sévère bombardement de Leipzig les 3 et 4 décembre 1943, a conduit David  à évacuer en avril 1944, l'Académie de Musique à Crimmitschau en Saxe, où, on pouvait poursuivre dans des conditions très difficiles, des études  jusqu'à l'examen final en août 1944. En août 1944, il a été intronisé dans la liste des compositeurs les plus importants dite Gottbegnadeten, ce qui l'exemptait  de l'effort de guerre. [3]
De 1945 à 1947, David a été professeur de composition, chef de chœur et directeur par intérim du Mozarteum de Salzbourg. De 1948 à 1963, il était professeur de théorie et de contrepoint (composition) à l'Université de Musique et des Arts à Stuttgart. De 1949 à 1952, il a été chef du Chœur Bruckner de Stuttgart et de 1950 à 1953 de l'Orchestre de chambre de l'Université, avec lequel il a, entre autres, été invité lors d'un concert très médiatisé à Paris. Avec ces deux ensembles, David a également créé des compositions contemporaines, qui ont fait l'objet d'enregistrements et de productions de la Süddeutscher Rundfunk.
Il a d'abord été enterré au Pragfriedhof à Stuttgart en 1978, puis, transféré dans une tombe d'honneur au cimetière central de Vienne (groupe C 32, numéro 43).
David est considéré comme un compositeur traditionaliste et un polyphoniste (pas seulement dans la musique d'église).
Johann Nepomuk David est le père de Thomas Christian David (compositeur, chef d'orchestre, chef de chœur et flûtiste) (1925-2006) et du violoniste Lukas David (né en 1934).

## Honneurs
- 1941 : Träger des Gaukulturpreises des Gaues Oberdonau der NSDAP.
- 1949 : Franz-Liszt-Preis, Weimar
- 1951 : Prix de la ville de Vienne pour la musique
- 1952 : Buxtehudepreis, Lübeck
- 1953 : Großer Österreichischer Staatspreis für Musik
- 1955 : Mozartmedaille durch die Mozartgemeinde Wien[1]
- 1960 : Gast der Villa Massimo in Rom
- 1963 : Prix Bach de la Ville libre et hanséatique de Hambourg
- 1963 : Anton-Bruckner-Preis, Linz
- 1966 : Décoration autrichienne pour la science et l'art (de)
- 1966 : Mozart-Preis der Goethestiftung Basel durch die Universität Innsbruck
- 1966 : Prix d'art de Berlin (de)
- 1970 : Docteur honoris causa de l'« evangelisch-theologischen Fakultät » de l'Université de Mayence
- 1971 : Mendelssohn-Stipendium, Leipzig

## Œuvres
De nombreuses compositions de David sont inédites, surtout pour les années avant 1925 et ne sont pas répertoriées dans la liste ci-dessous.
Œuvres imprimées (surtout par Breitkopf & Härtel, Leipzig ou Wiesbaden) :

### Musique d'orchestre
- Partita nº 1 (1935)
- Symphonie nº 1 en la mineur op. 18 (1936)
- Symphonie nº 2 op. 20 (1938)
- Kum, kum, geselle min Divertimento nach alten Volksliedern op. 24 (1938)
- Partita nº 2 op. 27 (1939)
- Symphonie nº 3 op. 28 (1940)
- Variationen über ein Thema von Joh. Seb. Bach op. 29a (1942)
- Symphonische Variationen über ein Thema von Heinrich Schütz op. 29b (1942)
- Symphonie nº 4 op. 39 (1945)
- 1. Konzert für Streichorchester op. 40 nº 1 (1950)
- 2. Konzert für Streichorchester op. 40 nº 2 (1951)
- Symphonie nº 5 op. 41 (1951)
- Sinfonia preclassica super nomen H-A-S-E op. 44 (1953)
- Deutsche Tänze, Variationen über ein eigenes Thema (1953) für Streichorchester
- Symphonie nº 6 op. 46 (1954)
- Sinfonia breve op. 47 (1955)
- Symphonie nº 7 op. 49 (1956)
- Magische Quadrate, Symphonische Fantasie in drei Sätzen op. 52 (1959)
- Sinfonia per archi, op. 54 (1959) für Streichorchester
- Spiegelkabinett, Walzer op. 55 (1960)
- Symphonie nº 8 op. 59 (1964/65)
- Chaconne op. 71 (1972)
- 3. Konzert für Streichorchester op. 74 (1974)

### Concertos
- Concerto pour flûte et orchestre (1934)
- Concerto nº 1 pour violon et orchestre op. 45 (1952)
- Concerto nº 2  pour violon et orchestre à cordes op. 50 (1957)
- Melancholia, Musik für Bratsche allein und Kammerorchester op. 53 (1958)
- Concerto pour Orgue et orchestre op. 61 (1965)
- Variationen über ein Thema von Josquin des Prés für Flöte, Horn und Streichorchester op. 62 (1966)
- Double Concerto pour violon, Violoncelle et petit orchestre op. 68 (1969)

### Musique de chambre
- Zwei Duos für Violine und Viola (1927/29, unveröffentlicht)
- Trio G-dur für Violine, Viola und Violoncello (1935)
- Duo concertante für Violine und Violoncello op. 19
- Kume, kum, geselle min, Divertimento nach alten Volksliedern op. 24 (1939)
- Sonate für Flöte, Bratsche und Gitarre op. 26 (1940)
- Trio für Flöte, Violine und Viola op. 30 (1942)
- Solosonaten op. 31 nº 1-5 (1942–1944)
Sonate für Flöte allein op. 31 nº 1
Sonate für Violine allein op. 31 nº 2
Sonate für Bratsche allein op. 31 nº 3
Sonate für Violoncello allein op. 31 nº 4
Sonate für Laute allein op. 31 nº 5
- Kammermusikwerke op. 32 nº 1-4 (1943–1948)
Sonate für Flöte und Bratsche op. 32 nº 1
Variationen über ein eigenes Thema für Blockflöte und Laute op. 32 nº 2
Sonate für zwei Geigen op. 32 nº 3
Sonate für B-Klarinette und Viola op. 32 nº 4
- Vier Trios für Violine, Viola und Violoncello op. 33 nº 1-4(1945–1948)
Trio nº 1 op. 33 nº 1 Nicolo Amati in memoriam (1945)
Trio nº 2 op. 33 nº 2 Antonio Stradivario in memoriam (1945)
Trio nº 3 op. 33 nº 3 Giuseppe Guarneri del Gesu in memoriam (1948)
Trio nº 4 op. 33 nº 4 Jacobo Stainer in memoriam (1948)
- „Es steht ein Lind in jenem Tal“ Partita für Violine solo op. 37 nº 1 (1949)
- Sonate für drei Violoncelli op. 57 (1962)
- Zweite Sonate für Violine allein op. 58 nº 1 (1963)

### Chœurs profanes
- Spruch von Angelus Silesius Mensch werde wesentlich (1937) Dreistimmiger Männerchor a cappella
- Die Welt ist Gottes Haus Vierstimmige Motette nach Worten von Theophrastus Paracelsus op. 34 nº 1 (1945)
- Drei Tierlieder vierstimmig a cappella op. 36 (1945)
1. Bienensegen Die Immen sind haußen (altdeutsch)
2. Das Käuzlein Ich armes Käuzlein (aus des Knaben Wunderhorn)
3. Der Kater Das ist die Welt, sie steigt und fällt (Goethe)
- Zehn Volksliedsätze für drei- bis vierstimmigen gemischten Chor a cappella (1949)
1. Kum, kum geselle min, vierstimmig mit Summchor (SATB)
2. Es geht eine dunkle Wolk herein, vierstimmig (SATB)
3. Der Wächter, der blies an, dreistimmig (SAT)
4. Mit Lust tät ich ausreiten, vierstimmig (SATB)
5. Ich weiß ein Maidlein hübsch und fein, vierstimmig (SATB)
6. Weiß mir ein Blümlein blaue, dreistimmig (SAT)
7. Sie gleicht wohl einem Rosenstock, vierstimmig (SATB)
8. Es ist ein Schnitter, heißt der Tod, vierstimmig (SATB)
9. Du mein einzig Licht, dreistimmig (SABar)
10. Geistliches Trinklied Laßt uns singen und fröhlich sein, vierstimmig (SATB)
- Zehn neue Volksliedsätze für gemischten Chor a cappella (1952)
1. Der mayen, der Mayen, vierstimmig (SATB)
2. Ich wollt gern singen, dreistimmig (SAB)
3. Herzlich tut mich erfreuen, vierstimmig (SATB)
4. Was wölln wir auf den Abend tun?, vierstimmig (SATB)
5. Gar lieblich hat sich gesellet, vierstimmig (SATB)
6. Es taget vor dem Walde, vierstimmig (SATB)
7. Du mein einzig Licht, dreistimmig (ATB)
8. Ich schell mein Horn im Jammerton, vierstimmig (SATB)
9. Bretonisches Abendlied Es tönt des Abendglöckleins Schlag (SATBBB)
10. Der grimmige Tod mit seinem Pfeil, vierstimmig (SATB)
- Empfangen und genähret, Motette für vierstimmigen gemischten Chor (SATB) (nach Der Mensch von Matthias Claudius) op. 34 nº 2 (1956)
- Komm Trost der Nacht, o Nachtigall, Motette für vierstimmigen gemischten Chor (SATB) (nach Lied des Einsiedlers aus Simplicius Simplicissimus von Hans Jakob Christian von Grimmeslhausen) op. 34 nº 3 (1956)
- Es ging ein Maidlein zarte, für zwei Chöre a cappella (SAT/SSBB) (1961)
- Es ist ein Schnee gefallen, für vierstimmigen gemischten Chor a cappella (SATB) (1961)
- Zwei vierstimmige Sätze (1961)
1. Gesegn dich Laub (SATB)
2. Es geht eine dunkle Wolk herein (SATB)
- Wân Denken Do der sumer komen was (Walther von der Vogelweide) für vier Singstimmen (SATB), Flöte und Horn, op. 64 (1966)
- Wegen geringer Dinge op. 76 (1970/75)

### Chœurs sacrés et  musique vocale: motets, cantates, Lieder spirituels
- Stabat Mater, für sechsstimmigen gemischten Chor a cappella (SSATBB) (1927)
- Ein Lämmlein geht und trägt die Schuld (Paul Gerhardt), vierstimmige Motette a cappella (SATB) (1935)
- Nun bitten wir den heiligen Geist, vierstimmige Choralmotette a cappella (SATB) (1935)
- Herr nun selbst den Wagen halt, vier-/ fünfstimmige Choralmotette a cappella (SATB/SATTB) (1935)
- Ex Deo nascimur - In Christo morimur - Ex Spirito Sancto reviviscimus, (Martin Luther und Nikolaus Hermann) Motette für achtstimmigen Chor a cappella (SATB/SATB) (1936)
- Ich wollt, daß ich daheime wär (Heinrich von Laufenberg), Choralmotette, vierstimmig a cappella (SATB) (1936)
- Der Gerechten Seelen sind in Gottes Hand, vierstimmige Motette a cappella (SATB) (1937)
- Kyrie, Herre Gott, erbarme dich, dreistimmig (SAB) a cappella (1937)
- Zwei Motetten für vier- und fünfstimmigen gemischten Chor a cappella op. 23 (1939)
1. Wer Ohren hat zu hören, höre, vierstimmig (SATB)
2. Und ich sah einen neuen Himmel (nach der Geheimen Offenbarung), (SATB/SSATB)
- Fröhlich wir nun all' fangen an, Kantate für drei Stimmen (SAB), Oboe und Orgel (1941)
- Ich stürbe gern aus Minne. Gottesminnelieder nach Worten der Mechthild von Magdeburg für Sopran und Orgel (1942)
- Zwei Chorwerke op. 35 nº 1-2
1. Victimae pascalis laudes, Motette für vierstimmigen gemischten Chor (SATB) a cappella (1948)
2. Ut queant laxis (Guido von Arezzo), Hymnus super voces musicales, fünfstimmig (SSATB) (1946)
- Veni Creator Spiritus, für gemischten Chor a cappella (SATB) (1957)
- Sechs Evangelienmotetten für gemischten Chor a cappella (1958)
1. Der Pharisäer und der Zöllner (Lk 18,10-14), vierstimmig (SATB)
2. Lasset die Kindlein zu mir kommen (Mk 10,13-16), vierstimmig (SATB)
3. Die Ehebrecherin (Joh 8,3-11), fünfstimmig (SATTB)
4. Das Scherflein der Witwe (Mk 12,41-45), vierstimmig (SATB)
5. Der barmherzige Samariter (Lk 10,30-34), vierstimmig (SATB)
6. Die zwei Blinden (Matt 9,27-30), sechsstimmig (SSATBB)
- O Heiland reiß die Himmel auf, Motette für kleinen gemischten Chor zu drei Stimmen (SAB) (1959)
- Psalm 139 Herr, du erforschest mich, für gemischten Chor (SATB) (1961)
- Maria durch den Dornwald ging, Liedmotette für gemischten Chor (SATBB) (1962)
- Fünf Choralkantaten für Sopran, Alt, Bass und Orgelpositiv op. 60 nº 1-5 (1965)
1. Nun komm der Heiden Heiland
2. Gelobet seist du, Jesu Christ
3. Christ, der uns selig macht
4. Christ ist erstanden
5. Komm, Gott Schöpfer, Heiliger Geist
- Marienpreis Maget und muoter (Walther von der Vogelweide), Motette für Sopransolo und vier-sechsstimmigen gemischten Chor a cappella op. 63 (1966)
- O, wir armen Sünder (Hermann Bonn, 1504–1548), Kantate für Altsolo, vierstimmigen gemischten Chor und Orgel op. 65 (1968)
- Kyrie de angelis, für drei gleiche Stimmen und Orgel (1968)
- 3 Sätze aus dem „Cherubinischen Wandersmann“, Text von Angelus Silesius (1971)
- 3 Evangelienmotetten für Chor, Altflöte, Harfe, Kontrabass, Pauken, Gong, Tam-Tam op. 69 (1972)
- Komm, Heiliger Geist (Veni Creator Spiritus), Kantate für 2 Chöre und Orchester op. 72 (1972)
- Mitten wir im Leben sind mit dem Tod umfangen (1973)
- Macht hoch die Tür (1975)

### Grandes œuvres sacrées: oratorios, messes
- Deutsche Messe für gemischten Chor a cappella (SATB) op. 42 (1952)
- Missa choralis (de angelis) ad quattuor voces inaequales, op. 43 (1953)
- Requiem chorale für Soli, Chor und Orchester op. 48 (1956)
- Ezzolied, Oratorium für Soli, Chor und Orchester op. 51 (1957)
- Messe für vier Oberstimmen op. 67 (1968)

### Chorals pour orgue
1.–5. cahiers (1932–1935)
- 1. cahier
1. Allein Gott in der Höh sei Ehr. Choralvorspiel
2. Christ ist erstanden. Kleine Fantasie
3. Erhalt uns, Herr, bei deinem Wort. Kleine Partita
4. Es ist das Heil uns kommen her. Kleine Partita
5. Herzlich lieb hab ich dich o Herr. Choralvorspiel
6. Jerusalem, du hochgebaute Stadt. Introduktion und Fuge
- 2. cahier
7. Komm, Heiliger Geist, Herre Gott. Choralvorspiel
8. Lobe den Herren, den mächtigen König. Toccata
9. Macht hoch die Tür, die Tor macht weit. Kleine Partita
10. O Lamm Gottes unschuldig. Choralvorspiel
11. O Traurigkeit, o Herzeleid - O Haupt voll Blut und Wunden. Kleine Partita
12. O Welt, ich muß dich lassen. Kleine Partita
13. Vater unser im Himmelreich. Kleine Partita
14. Es ist ein Ros' entsprungen - Vom Himmel hoch. Kleine Partita über zwei Weihnachtslieder
15. Wer nur den lieben Gott läßt walten. Kleine Passacaglia
- 3. cahier
16. Ach wie flüchtig, ach wie nichtig. Kleine Partita
17. Gelobet seist du, Jesu Christ. Introduktion, Choral und Fuge
18. In dich hab ich gehofft, o Herr. Toccata und Choral
19. Mit Fried’ und Freud’ fahr ich dahin. Kleine Partita
20. Nun freut euch, ihr lieben Christen g'mein. Toccata und Fuge
21. O Heiland, reiß den Himmel auf. Kleine Fantasie
- 4. cahier
22. Ein feste Burg ist unser Gott. Fantasie
23. Jesu, geh voran. Choral
24. Herr, nun selbst den Wagen halt. Kleine Fantasie
25. Nun komm der Heiden Heiland. Fantasie
26. Wachet auf, ruft uns die Stimme. Kleine Partita
27. Wie schön leuchtet der Morgenstern. Choralvorspiel
- 5. cahier
28. Ach Gott, vom Himmel sieh darein. Kleine Fantasie
29. Verleih uns Frieden gnädiglich. Passamezzo
30. Wach auf, wach auf, du deutsches Land. Choralvorspiel
31. Wach auf, wach auf, du deutsches Land. Introduction und Passacaglia
32. Wenn mein letztes Stündlein vorhanden ist. Choralvorspiel
- 6. cahier
33. Christus, der ist mein Leben. Ein Lehrstück für Orgel (1937)
- 7. cahier
34. Es kommt ein Schiff geladen. Partita (1939)
35. Vom Himmel hoch. Partita
36. Wie schön leucht' uns der Morgenstern. Choral und Fuge
- 8. cahier
37. Es sungen drei Engel ein süßen Gesang. Geistliches Konzert für Orgel (1941)
- 9. cahier
38. Unüberwindlich starker Held, Sankt Michael. Partita (1945)
- 10. cahier
39. Es ist ein Schnitter, heißt der Tod. Partita (1947)
- 11. cahier
40. Da Jesus an dem Kreuze stund. Partita (1952)
- 12. cahier
41. Lobet Gott, ihr frommen Christen. Partita (1952)
- 13. cahier
42. Aus tiefer Not - Ach Gott, vom Himmel sieh darein - Vater unser. Partiten (1959)
- 14. cahier
43. Mitten wir im Leben sind - Maria durch den Dornwald ging - Wenn mein Stündlein vorhanden ist. Phantasien (1962)
- 15. cahier
44. Christus, der ist mein Leben (1965)
- 16. cahier
45. O du armer Judas (1967)
- 17. cahier
46. Vater unser im Himmelreich (1969)
- 18. cahier
46. Nun komm, der Heiden Heiland (1969)
- 19. cahier
48. Nun komm, der Heiden Heiland (1969)
- 20. cahier
49. Es kommt ein Schiff geladen. Partita
- 21. cahier:
50. Komm, Gott Schöpfer, Heiliger Geist (1973)

### Œuvres d'orgue (à l'exception des chorals)
- Ricercare c-Moll (1925)
- Chaconne a-Moll (1927)
- Zwei Hymnen. Pange lingua - Veni Creator (1928)
- Passamezzo und Fuge g-Moll (1928)
- Toccata und Fuge f-Moll (1928)
- Fantasia super „L'homme armé“ (1929)
- Praeambulum und Fuge d-Moll (1930)
- Zwei kleine Präludien und Fugen. e-Moll und G-Dur (1931)
- Zwei Fantasien und Fugen. e-Moll und C-Dur (1935)
- Ricercare in a (5-stimmig) (1937)
- Introitus, Choral und Fuge für Orgel und neun Blasinstrumente über ein Thema von A. Bruckner, Werk 25 (1939, uraufgeführt am 12. November 1939 im Dom zu Bremen durch Michael Schneider, Dirigent: Richard Liesche)
- Partita über „Innsbruck, ich muss dich lassen“ (1955)
- Chaconne und Fuga (1962)
- Toccata und Fuge (1962)
- Partita über B-A-C-H (1964)
- Zwölf Orgelfugen durch alle Tonarten, Werk 66 (1967/68)
- Partita für Orgel (1970)
- Hölderlin. Ode – Elegie – Hymne (1970)
- Franz von Assisi (1972)
- Thomas von Aquin (1972)
- Sonate für Violine und Orgel op. 75 (1975)
- Sonate für Violoncello und Orgel (1975)

### Écrits
- (de) Johann Nepomuk David, Die Jupiter-Symphonie : eine Studie über die thematisch-melodischen Zusammenhänge, Göttingen, Vandenhoeck & Ruprecht, 1968 (OCLC 258753615)